# Карп, Иван
Иван Карп (англ. Ivan Karp; 4 июня 1926, Нью-Йорк — 28 июня 2012) — американский арт-дилер и галерист, способствовавший появлению поп-арта и развитию района галереи Сохо в Манхэттене в 1960-х годах.
Иван Карп родился в Бронксе и вырос в Бруклине, в другом боро Нью-Йорка. Его карьера в искусстве началась в 1955 году, когда он работал в качестве ведущего художественного критика в еженедельнике «The Village Voice». В 1956 году Карп присоединился к Галерее Ганза (англ. Hansa Gallery), кооперативной галереи художников в районе Галерей 10-й улицы Нью-Йорка, которая переехала в центр города. Карп был её содиректором, наряду с Ричардом Беллами, который позднее возглавил Зелёную галерею. Карп перешёл на работу в относительно новую Галерею Лео Кастелли в 1959 году, заняв должность заместителя директора. Там он активно занимался продажами произведений искусства, популяризировал и выводил на рынок работы самого первого поколения художников поп-арта, в том числе Энди Уорхола, Роя Лихтенштейна и Роберта Раушенберга. 
Карп работал с Кастелли в течение десяти лет, оставив в его 1969 году, чтобы открыть собственную Галерею ОК Харрис в районе Сохо (Манхэттен). Она была второй художественной галереей Карпа, открывшейся на Вест-Бродвее, которая в конечном итоге стала ядром района галереи Сохо. Первоначально в его галерее особое внимание уделялось фотореализму и работавшим в этом направлении художникам, таким как Роберт Коттингем и Роберт Бечтли. Среди других художников, представляемых галереей, выделялись Дебора Баттерфилд, Малкольм Морли и Дуэйн Хансон.
В начале 1960-х годов Карп возглавил кампанию по спасению архитектурных орнаментов из старых зданий Нью-Йорка, которые сносились для расчистки мест для нового строительства. Он основал Анонимное общество по восстановлению искусств (англ. Anonymous Arts Recovery Society) и часто ездил по улицам Манхэттена и Бронкса, разыскивая и собирая материалы со строительных площадок, прежде чем их могли увезти в качестве щебня. Многие из сотен предметов, найденных Карпом и его соратниками, были включены в коллекции Бруклинского музея, выставлены в саду скульптур и на станции метро, прилегающей к музею. Бруклинский музей передал 1500 архитектурных артефактов в Национальный центр строительных искусств, расположенный в Саугете (штат Иллинойс). Другие же хранятся в Анонимном музее искусств Карпа (англ. Anonymous Arts Museum Karp), основанном в Шарлотвилле (штат Нью-Йорк). 
В 1965 году Иван Карп написал юмористический роман «Doobie Doo» о любви среди поп-артистов с обложкой с работами Роя Лихтенштейна и Энди Уорхола. Карп умер 28 июня 2012, в возрасте 86 лет, в Шарлотвилле (штат Нью-Йорк).